# Уильямс-Стронг, Адриан
Адриан Уильямс-Стронг (англ. Adrian Williams-Strong; родилась 15 февраля 1977 года, Фресно, Калифорния, США) — американская профессиональная баскетболистка, выступавшая в женской национальной баскетбольной ассоциации. Была выбрана на драфте ВНБА 2000 года во втором раунде под общим двадцать первым номером командой «Финикс Меркури». Играла на позиции тяжёлого форварда и центровой.

## Ранние годы
Адриан Уильямс-Стронг родилась 15 февраля 1977 года в городе Фресно (штат Калифорния), у неё есть младший брат, Лестер, и старшая сестра, Шерлин, а училась она там же в средней школе Кловис-Уэст, в которой выступала за местную баскетбольную команду.